# Allen Iverson

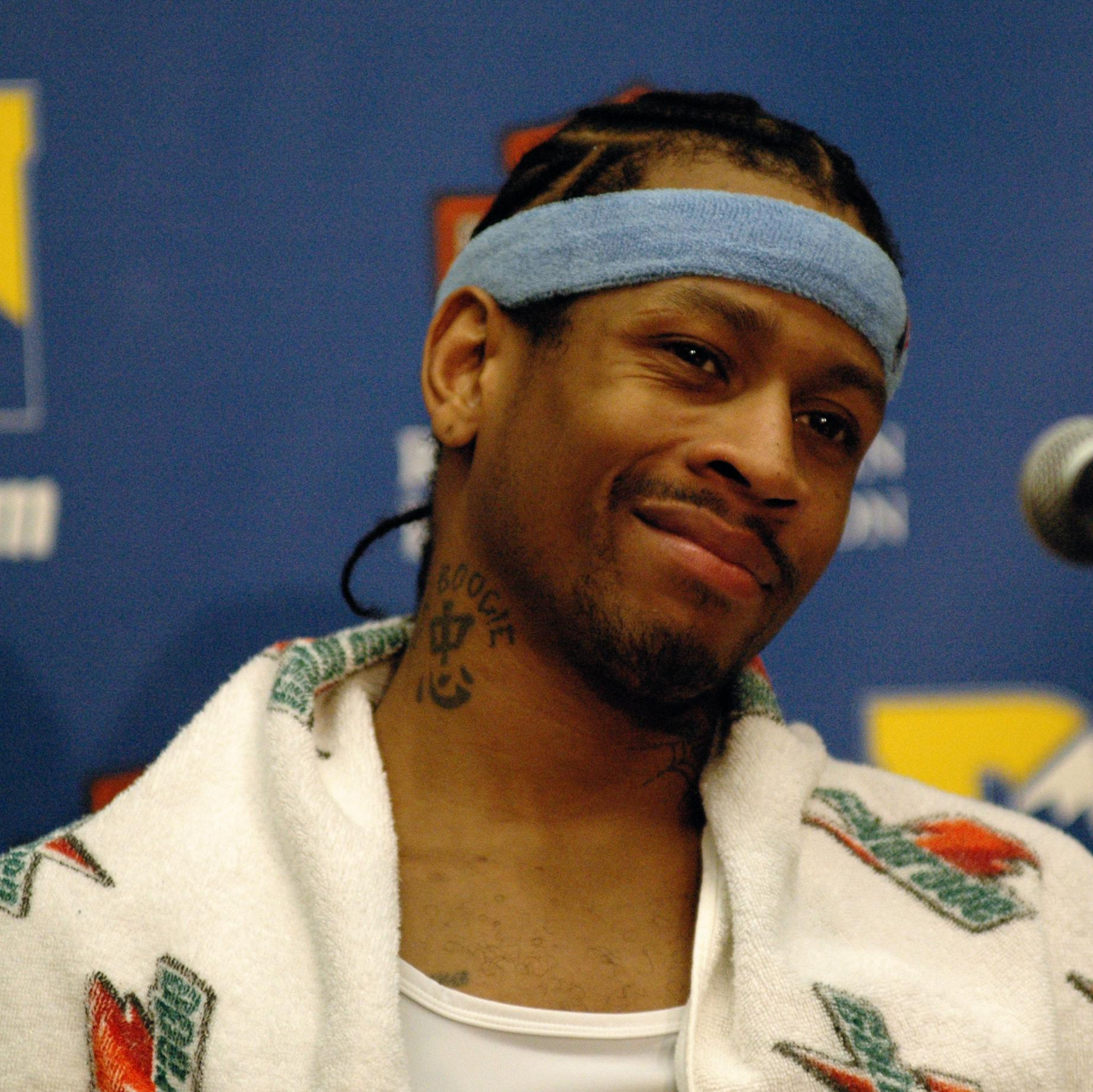
Allen Iverson

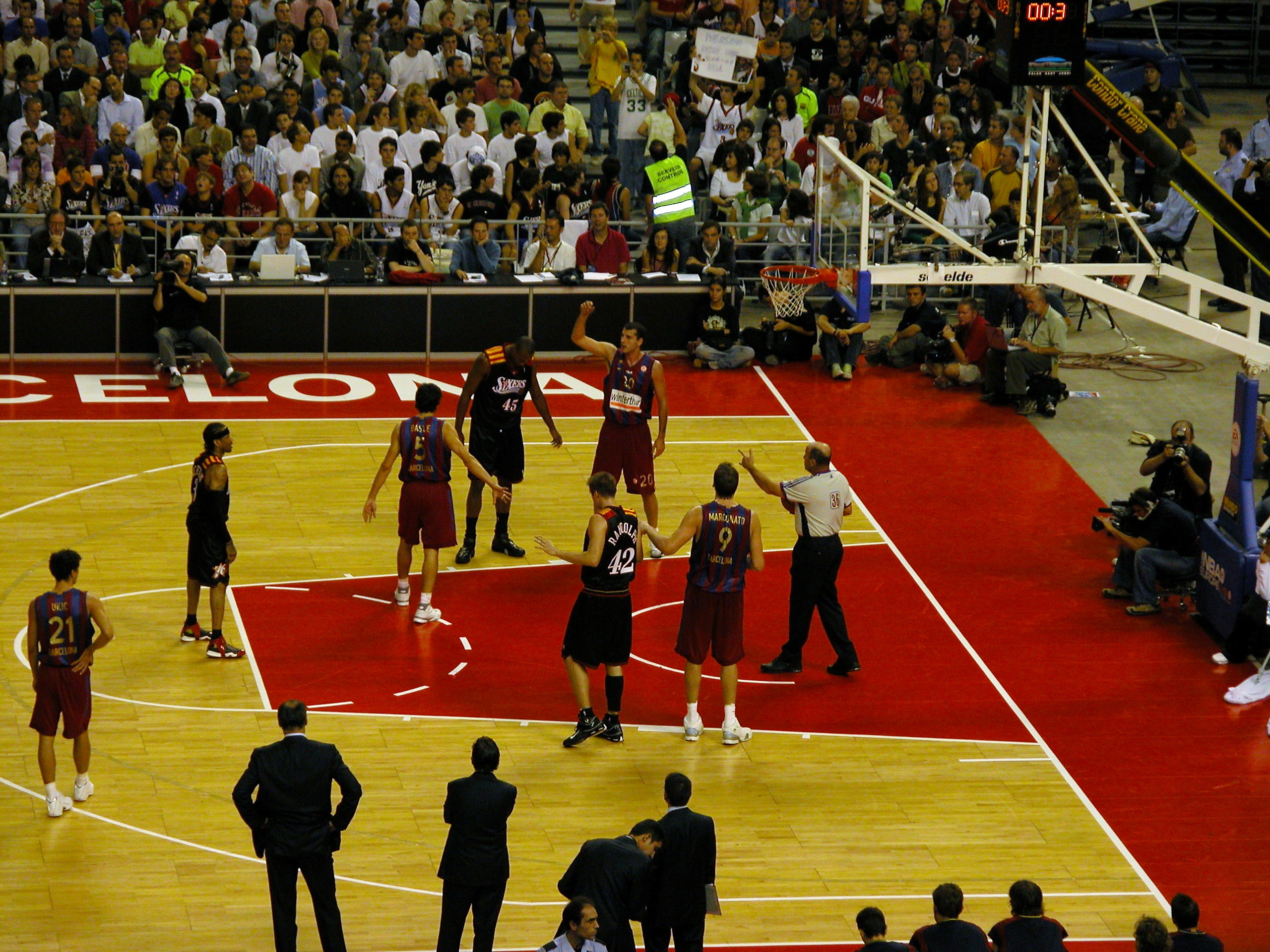
Allen Iverson durant la seva estada a Barcelona

Allen Ezail Iverson (Hampton (Virgínia), 7 de juny de 1975), de sobrenom A.I. (The Answer and Bubbachuck), és un exjugador de bàsquet professional estatunidenc, que jugava d'escorta o base. És considerat per molts un dels Guards més grans de la seva generació i un dels anotadors més prolífics en la història.
El 2003, Iverson es classificava 53è en la revista SLAM Magazine entre els 75 millors jugadors de tots els temps.
Va formar part de la selecció de bàsquet dels Estats Units que va obtenir la medalla de bronze als Jocs Olímpics d'Atenes 2004.

## Joventut
El 1975, Allen Iverson naixia a la Península de Virgínia (on tant Hampton com Newport News estan situats). Mentre assistia a l'Institut Bethel a Hampton, Iverson excel·lia tant en futbol com en bàsquet. Com a jugador estrella, portava el seu equip al Campionat Estatal de Virgínia. Només tres mesos després d'allò, guanyava un campionat de bàsquet estatal amb l'equip del seu institut. Després de l'institut, Iverson decidia centrar-se en el bàsquet de manera única. Demostrant el seu coratge atlètic, Allen rebia una beca a la Universitat de Georgetown a Washington DC, on jugava per a l'Hoyas amb l'entrenador universitari John Thompson.

## Carrera de NBA

### Impacte en el 76ers
Al marxar de Georgetown després del seu any de sophomore, Allen Iverson se seleccionava amb el número 1 del draft de l'NBA de 1996 pel Philadelphia 76ers. Iverson de pressa s'establia en l'NBA guanyant el premi del rookie del Mes el novembre de la seva primera temporada, i acabant aquella temporada amb una mitjana de 23,5 punts per partit (sisè en l'NBA).
El talent d'Iverson gairebé immediatament portava a un augment en l'interès dels seguidors de l'equip de Filadèlfia, i millorava les vendes d'entrades a la taquilla del Sixers. Batejat com The Answer, Iverson tenia indiscutiblement la seva millor temporada el 2001, liderant l'NBA i guanyant l'MVP (Jugador més valuós) a l'NBA, i arribant a les Finals de l'NBA. Una vegada allà, i contra Los Angeles Lakers, Iverson transmetia el seu equip una victòria d'hores extraordinàries a la sèrie, a Los Angeles. Els Sixers gairebé preocupen el Lakers una altra vegada en el segon partit abans que el Lakers aconseguís reagrupar-se i prendre la sèrie en cinc partits.
Iverson ha liderat l'NBA aconseguint quatre vegades (1998-99, 2000-01, 2001-02, i 2004-05) el guardó de màxim anotador i, en total, supera George Gervin com a jugador amb més punts NBA. Només superat per Wilt Chamberlain (qui té el record individual en un partit amb 100) i Michael Jordan. El 12 de febrer, de 2005, Iverson marcava 60 punts contra els Orlando Magic, la seva màxima anotació.

### Denver Nuggets
El desembre del 2006, Allen fitxa pel Denver Nuggets, apostant per un millor equip per així aspirar a aconseguir un títol gran. A aquest equip es troba amb una altra estrella, Carmelo Anthony.

### Detroit Pistons
El dilluns 3 de novembre de 2008, Iverson fou enviat als Detroit Pistons. Els Denver Nuggets van rebre a canvi a Chauncey Billups, Antonio McDyess i Cheikh Samb.

### Guardons
- MVP NBA : 2001
- 7 vegades All-Star: 
  - Primer Equip: 1999, 2001, 2005
  - Segon Equip: 2000, 2002, 2003
  - Tercer Equip: 2006
- MVP del All-Star 2 vegades: 2001, 2005
- Líder d'anotació a la Lliga regular NBA 4 vegades, de mitjana: 1999 (26.8), 2001 (31.1), 2002 (31.4), 2005 (30.7)
- Líder d'anotació a la Lliga regular NBA, punts totals: 2005 (2302)
- Líder de recuperacions a la Lliga regular NBA 3 vegades, mitjana: 2001 (2.5), 2002 (2.8), 2003 (2.7)
- Líder de recuperacions a la Lliga regular NBA 2 vegades, recuperacions totals: 2003 (225), 2005 (180)
- Rookie de l'any: 1997

## Perfil de jugador
Iverson és un anotador prolífic que ha fet una mitjana de 28.0 punts per partit en la seva carrera, seguint el líder Michael Jordan en aquesta categoria per només 2.1 punts per partit. El driblatge de creuament és marca registrada d'Iverson es considera com un dels moviments més eficaços en el joc, fent-lo difícil que un defensor contingui en joc, one-on-one. Iverson és també conegut perquè la seva habilitat provoqui faltes, de vegades semblant que aconsegueixi la línia de llançament lliure gairebé a voluntat. És regularment un dels líders del NBA en llançaments lliures.
Sobre defensa, Iverson és també un lladre de pilota expert. Ell regularment es classifica entre els líders de lliga en recuperacions. L'habilitat d'Iverson per emprar eficaçment una combinació tan versàtil de mètodes que fan una cistella - conduint a la cistella, provocant faltes, disparant de fora, i creant el seu propi tret fora del driblatge - tot amb només 1,83m, li ha fet un dels jugadors més únics en la història de NBA.